# Американо-брунейские отношения
Американо-брунейские отношения — двусторонние отношения между США и Брунеем. Дипломатические отношения между странами были установлены 6 апреля 1845 года. Обе страны заключили договор о мире, дружбе, торговле и мореплавании в 1850 году, который остаётся в силе и сегодня. Соединённые Штаты Америки поддерживали консульство в Брунее с 1865 года до 1867 года.

## История
Соединённые Штаты приветствовали полную независимость Бруней-Даруссалама от Соединённого Королевства 1 января 1984 года и в этот день открыли посольство в Бандаре-Сери-Бегаване. Бруней открыл своё посольство в Вашингтоне, округ Колумбия, в марте 1984 года. Вооружённые силы Брунея участвовали в совместных учениях, учебных программах и в другом военном сотрудничестве с США. 29 ноября 1994 года был подписан меморандум о взаимопонимании о сотрудничестве в области обороны. Султан Брунея посетил Вашингтон в декабре 2002 года.
В 2013 году Президент США Барак Обама должен был посетить Бруней на саммите АСЕАН, однако из-за приостановки работы правительства США, госсекретарь Джон Керри заменил Обаму на саммите.
Несколько месяцев спустя, султан Брунея посетил с государственным визитом США, где встретился с президентом Баракой Обамой.